# Thea Doelwijt
Theadora Christina Doelwijt (Den Helder, 3 de desembre de 1938) és una escriptora, poetessa i periodista neerlandesa d'ascendència surinamesa. La seva mare era neerlandesa i el seu pare surinamés; Thea va viatjar a Surinam el 1961 i va treballar pel diari Suriname i la revista Moetete entre 1968 i 1969.

## Obra
- De speelse revolutie, 1967.
- Met weinig woorden, 1968, poesia
- Toen Mathilde niet wilde ..., 1972, thriller
- Wajono, 1969.
- Land et koop, 1973
- Iris, 1987
- Kri! kra! Proza van Suriname, 1972
- Geen geraas of getier, 1974
- Rebirth in words, 1981
- Kainema de Wreker en de menseneters, 1977
- Op zoek naar Mari Watson, 1987
- Cora-o, 1988
- Diversity is power, 2007